# Bactrocera jarvisi
Bactrocera jarvisi är en tvåvingeart som först beskrevs av Tryon 1927.  Bactrocera jarvisi ingår i släktet Bactrocera och familjen borrflugor. Inga underarter finns listade.